# Dolna Kamienna
Dolna  Kamienna – część miasta Skarżysko-Kamienna w  powiecie skarżyskim w województwie świętokrzyskim, usytuowana w centralnej części miasta.
Administracyjnie wchodzi w skład osiedla Dolna Kamienna I. Obejmuje tereny na wschód od Kamiennej, prekursora obecnego miasta, w rejonie ulicy Pięknej.